# Trolejbusy w La Chaux-de-Fonds

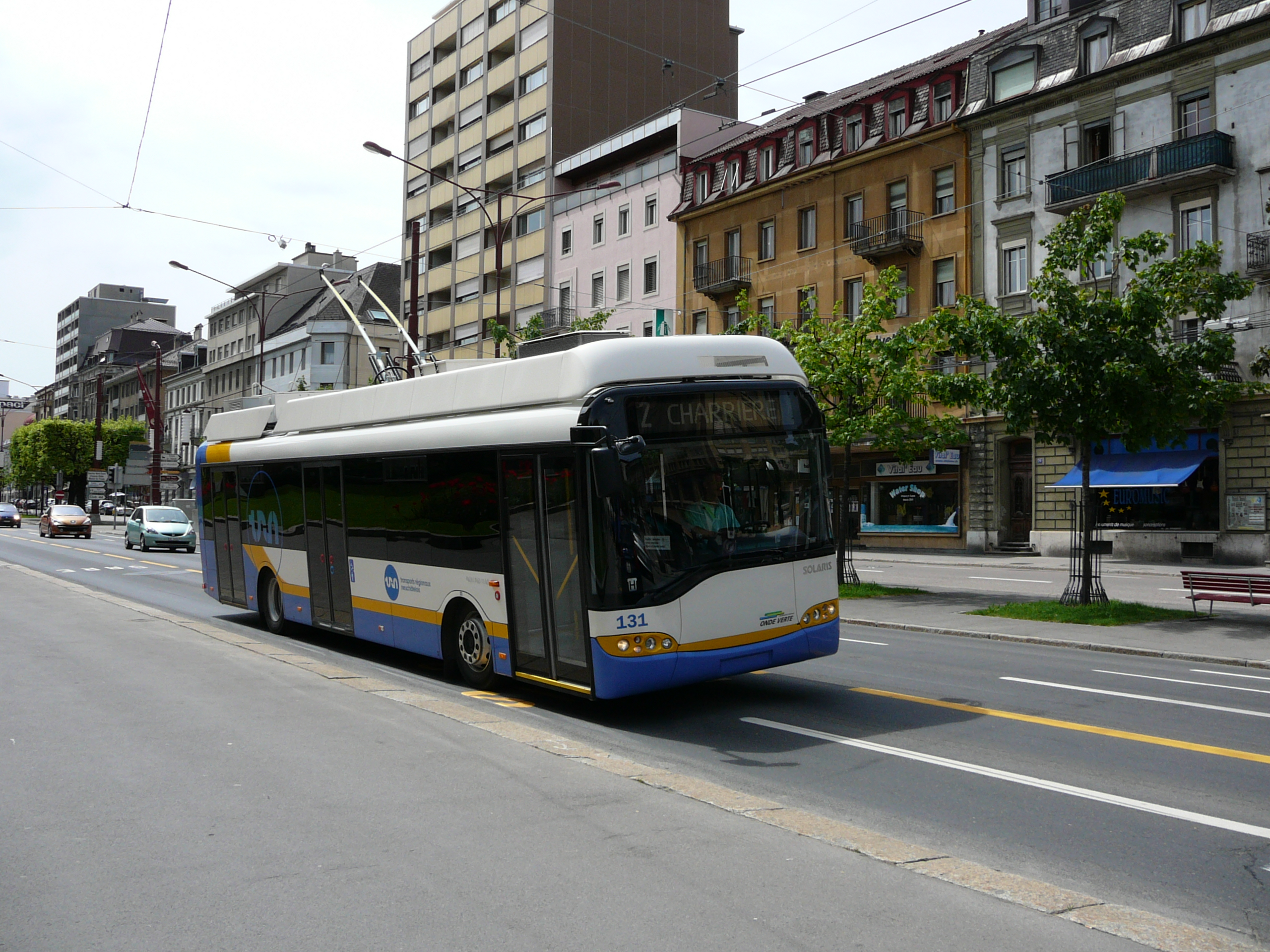
Trolejbus Solaris Trollino 12 nr 131

Trolejbusy w La Chaux-de-Fonds − system komunikacji trolejbusowej działający w szwajcarskim mieście La Chaux-de-Fonds.

## Historia
Trolejbusy w La Chaux-de-Fonds uruchomiono 23 grudnia 1949 na trasie Hospital - Centenaire o długości 3,4 km, do tej pory na tej trasie kursowały tramwaje. 13 listopada 1954 ostatnią linię autobusową zastąpiły trolejbusy. W 1960 kursowały trzy linie. 1 listopada 1997 na funkcjonującej od kilku lat linii autobusowej wprowadzono trolejbusy i przedłużono linię do Eplatures. Linię tę oznaczono nr. 4.

## Linie
Obecnie w La Chaux-de-Fonds działają trzy linie trolejbusowe:
| Linia | Trasa                                         |
| ----- | --------------------------------------------- |
| 1     | ARETES - GARE - RECORNE                       |
| 2     | COMBE-A-L'OURS - GARE - CHARRIERE             |
| 4     | EPLATURES - BREGUET - FORGES - GARE - HOPITAL |

## Tabor
Początkowo posiadano 10 krótkich dwuosiowych trolejbusów. W latach 1978 i 1982 sprowadzono 8 trolejbusów z Genewy i trzy z Lucerny. W 1991 wprowadzono do eksploatacji trzy krótkie, wysokopodłgowe trolejbusy. W 1997 wprowadzono do eksploatacji 5 przegubowych, niskopodłogowych trolejbusów typu NAW BGT-N2. W 2005 dostarczono 4 trolejbusy Solaris Trollino 18 i 3 trolejbusy Solaris Trollino 12. Łącznie w La Chaux-de-Fonds jest 15 trolejbusów:
- NAW/Hess BGT-N2 - 5 trolejbusów, nr 121-125
- Solaris Trollino 12 - 3 trolejbusy, nr 131-133
- Solaris Trollino 18 - 4 trolejbusy, nr 141-144
- NAW BT 5-25 - 3 trolejbusy, nr 111-113